# Duca di Leinster
Duca di Leinster è un titolo nobiliare della Paria d'Irlanda. I titoli sussidiari del duca di Leinster sono: Marchese di Kildare (1761), conte di Kildare (1316), conte di Offaly (1761), Visconte Leinster, di Taplow nella contea di Buckingham (1747), Barone Offaly (1620) e Barone Kildare, di Kildare nella contea di Kildare (1870). Il titolo di cortesia del figlio maggiore ed erede del Duca di Leinster è marchese di Kildare.

Stemma dei Duchi di Leinster

Il Duca di Leinster è uno dei due soli titoli ducali esistenti oggi tra i Pari d'Irlanda (l'altro è quello di Duca di Abercorn creato nel 1868). Il Duca di Leinster è perciò il "Primo Duca, Marchese e Conte d'Irlanda".

## Conti di Kildare dal 1316
Questo ramo gallese-normanno della dinastia FitzGerald, che venne dall'Irlanda nel 1169, sono stati inizialmente creati conti di Kildare. La contea è stata creata nel 1316 per John FitzGerald. Due Fitzgerald, Garret FitzGerald Mór e suo figlio, Garret FitzGerald Óg, servirono come Vice Lord d'Irlanda (rappresentanti del re d'Inghilterra, in Irlanda). Nel 1554, il fratellastro di Thomas, e unico erede maschio, Gerald FitzGerald, fu creato conte di Kildare nel Paria d'Irlanda. Successivamente è stato ripristinato l'originale brevetto nel 1569, con il nome di XI conte. La seconda contea si estinse nel 1599, anche se la contea originale sopravvisse.

## Duchi di Leinster (1766)

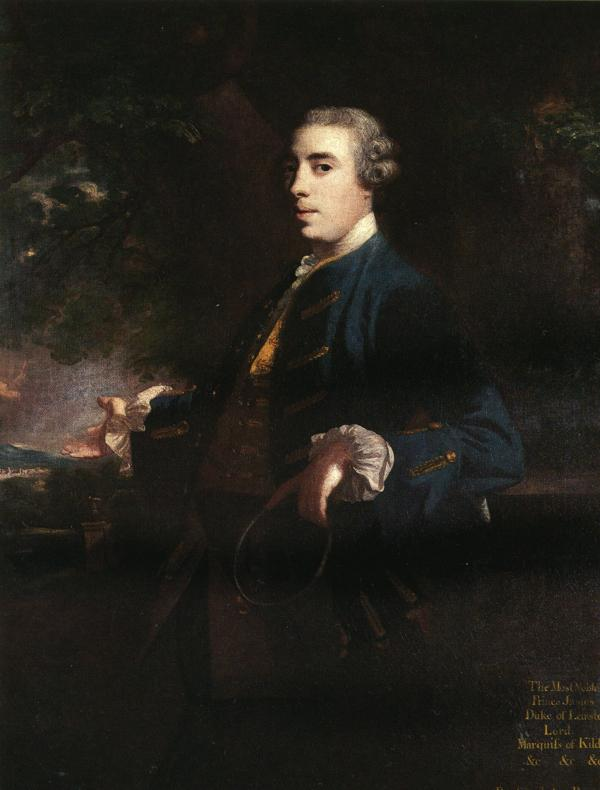
Ritratto di James FitzGerald, I duca di Leinster, di Sir Joshua Reynolds, 1753

La residenza ufficiale dei duchi di Leinster era un castello in Maynooth, nella Contea di Kildare. Nei secoli successivi la famiglia possedette anche delle proprietà a Waterford. La residenza di campagna, Carton House, situata sempre a Maynooth a poca distanza dalle rovine del castello, venne costruita con lo scopo di sostituire lo stesso, che si trovava in uno stato di abbandono tale da impedirne una ristrutturazione. A Dublino il conte fece costruire una grande residenza cittadina nella parte a sud della città, all’epoca quella meno apprezzata dall’aristocrazia, chiamata Kildare House. Quando il conte venne poi elevato a Duca di Leinster nel 1766, la residenza venne ribattezzata Leinster House. Uno dei suoi occupanti fu Lord Edward Fitzgerald, che divenne un'icona per il nazionalismo irlandese attraverso il suo coinvolgimento nella ribellione irlandese del 1798, che alla fine gli costò la vita.
Leinster House fu venduta nel 1815. Dopo quasi un secolo come sede della Royal Dublin Society, fu presa in affitto nel 1922 dal Parlamento del nuovo Stato Libero d'Irlanda per essere la sede delle due camere.
I Duchi di Leinster, durante il XX secolo, persero tutti i loro beni e le loro ricchezze. La loro sede Carton House è stata venduta, come la loro residenza a Waterford. La famiglia vive in una casa più piccola a Ramsden, nell'Oxfordshire.

## Conti di Kildare (1316)
- John FitzGerald, I conte di Kildare (1250-1316)
- Thomas FitzGerald, II conte di Kildare (? - 1328)
- Richard FitzGerald, III conte di Kildare (1317 - 1329)
- Maurice FitzGerald, IV conte di Kildare (1318 - 1390)
- Gerald Fitzgerald, V conte di Kildare (? - 1410)
- John FitzGerald, VI conte di Kildare (? - 1427)
- Thomas FitzGerald, VII conte di Kildare (? - 1478)
- Gerald FitzGerald, VIII conte di Kildare (1456 - 1513)
- Gerald FitzGerald, IX conte di Kildare (1487 - 1534)
- Thomas FitzGerald, X conte di Kildare (1513 - 1537)
- Gerald FitzGerald, XI conte di Kildare (1525 - 1585)
- Henry FitzGerald, XII conte di Kildare (1562 - 1597)
- William FitzGerald, XIII conte di Kildare (? - 1599)
- Gerald FitzGerald, XIV conte di Kildare (? - 1612)
- Gerald FitzGerald, XV conte di Kildare (1611 - 1620)
- George FitzGerald, XVI conte di Kildare (1612 - 1660)
- Wentworth FitzGerald, XVII conte di Kildare (1634 - 1664)
- John FitzGerald, XVIII conte di Kildare (1661 - 1707)
- Robert Fitzgerald, XIX conte di Kildare (1675 - 1744)
- James FitzGerald, XX conte di Kildare (1722 - 1773)

## Marchesi di Kildare (1761)
- James FitzGerald, I marchese di Kildare (1722-1773) è stato creato Duca di Leinster nel 1766

## Duchi di Leinster, seconda creazione (1766)
- James FitzGerald, I duca di Leinster (1722 - 1773)
- William FitzGerald, II duca di Leinster (1749 - 1804)
- Augustus FitzGerald, III duca di Leinster (1791 - 1874)
- Charles FitzGerald, IV duca di Leinster (1819-1887)
- Gerald FitzGerald, V duca di Leinster (1851 - 1893)
- Maurice FitzGerald, VI duca di Leinster (1887 - 1922)
- Edward FitzGerald, VII duca di Leinster (1892 - 1976)
- Gerald FitzGerald, VIII duca di Leinster (1914 - 2004)
- Maurice FitzGerald, IX duca di Leinster (1948)

L'erede presuntivo è il figlio del fratello del IX duca, Lord Edward FitzGerald (1988). Il IX duca fu predeceduto di tutti gli due del suo figlio maschio unico (in un incidente stradale nel 1997) e del suo fratello minore (nel 2015).

## Linea di successione dei duchi di Leinster
|                                           |                                           |                                          |                                           |                                              |                                              |                                           |                                          |                                         |
|                                           | John I conte di Kildare *† 1316           |                                          |                                           |                                              |                                              |                                           |                                          |                                         |
|                                           |                                           |                                          |                                           |                                              |                                              |                                           |                                          |                                         |
|                                           |                                           |                                          |                                           |                                              |                                              |                                           |                                          |                                         |
|                                           | Thomas II conte di Kildare *1316 † 1328   |                                          |                                           |                                              |                                              |                                           |                                          |                                         |
|                                           |                                           |                                          |                                           |                                              |                                              |                                           |                                          |                                         |
|                                           |                                           |                                          |                                           |                                              |                                              |                                           |                                          |                                         |
| Richard III conte di Kildare *1328 † 1329 | Richard III conte di Kildare *1328 † 1329 | Maurice IV conte di Kildare *1329 † 1390 | Maurice IV conte di Kildare *1329 † 1390  |                                              |                                              |                                           |                                          |                                         |
|                                           |                                           |                                          |                                           |                                              |                                              |                                           |                                          |                                         |
|                                           |                                           |                                          |                                           |                                              |                                              |                                           |                                          |                                         |
|                                           | Gerald V conte di Kildare *1390 † 1410    | Gerald V conte di Kildare *1390 † 1410   | John VI conte di Kildare *1410 † 1427     | John VI conte di Kildare *1410 † 1427        |                                              |                                           |                                          |                                         |
|                                           |                                           |                                          |                                           |                                              |                                              |                                           |                                          |                                         |
|                                           |                                           |                                          |                                           |                                              |                                              |                                           |                                          |                                         |
|                                           |                                           |                                          | Thomas VII conte di Kildare *1427 † 1478  |                                              |                                              |                                           |                                          |                                         |
|                                           |                                           |                                          |                                           |                                              |                                              |                                           |                                          |                                         |
|                                           |                                           |                                          |                                           |                                              |                                              |                                           |                                          |                                         |
|                                           |                                           |                                          | Gerald VIII conte di Kildare *1478 † 1513 |                                              |                                              |                                           |                                          |                                         |
|                                           |                                           |                                          |                                           |                                              |                                              |                                           |                                          |                                         |
|                                           |                                           |                                          |                                           |                                              |                                              |                                           |                                          |                                         |
|                                           |                                           |                                          | Gerald IX conte di Kildare *1513 † 1534   |                                              |                                              |                                           |                                          |                                         |
|                                           |                                           |                                          |                                           |                                              |                                              |                                           |                                          |                                         |
|                                           |                                           |                                          |                                           |                                              |                                              |                                           |                                          |                                         |
|                                           | Thomas X conte di Kildare *1534 † 1537    | Thomas X conte di Kildare *1534 † 1537   | Gerald XI conte di Kildare *1537 † 1585   | Gerald XI conte di Kildare *1537 † 1585      |                                              | Edward                                    | Edward                                   |                                         |
|                                           |                                           |                                          |                                           |                                              |                                              |                                           |                                          |                                         |
|                                           |                                           |                                          |                                           |                                              |                                              |                                           |                                          |                                         |
|                                           |                                           | Henry XII conte di Kildare *1585 † 1597  | Henry XII conte di Kildare *1585 † 1597   | William XIII conte di Kildare *1597 † 1599   | William XIII conte di Kildare *1597 † 1599   | Gerald XIV conte di Kildare *1599 † 1612  | Gerald XIV conte di Kildare *1599 † 1612 |                                         |
|                                           |                                           |                                          |                                           |                                              |                                              |                                           |                                          |                                         |
|                                           |                                           |                                          |                                           |                                              |                                              |                                           |                                          |                                         |
|                                           |                                           |                                          |                                           |                                              | Thomas                                       | Thomas                                    | Gerald XV conte di Kildare *1612 † 1620  | Gerald XV conte di Kildare *1612 † 1620 |
|                                           |                                           |                                          |                                           |                                              |                                              |                                           |                                          |                                         |
|                                           |                                           |                                          |                                           |                                              |                                              |                                           |                                          |                                         |
|                                           |                                           |                                          |                                           |                                              | George XVI conte di Kildare *1620 † 1660     |                                           |                                          |                                         |
|                                           |                                           |                                          |                                           |                                              |                                              |                                           |                                          |                                         |
|                                           |                                           |                                          |                                           |                                              |                                              |                                           |                                          |                                         |
|                                           |                                           |                                          |                                           | Wentworth XVII conte di Kildare *1660 † 1664 | Wentworth XVII conte di Kildare *1660 † 1664 | Robert                                    | Robert                                   |                                         |
|                                           |                                           |                                          |                                           |                                              |                                              |                                           |                                          |                                         |
|                                           |                                           |                                          |                                           |                                              |                                              |                                           |                                          |                                         |
|                                           |                                           |                                          |                                           | John XVIII conte di Kildare *1664 † 1707     | John XVIII conte di Kildare *1664 † 1707     | Robert XIX conte di Kildare *1707 † 1744  | Robert XIX conte di Kildare *1707 † 1744 |                                         |
|                                           |                                           |                                          |                                           |                                              |                                              |                                           |                                          |                                         |
|                                           |                                           |                                          |                                           |                                              |                                              |                                           |                                          |                                         |
|                                           |                                           |                                          |                                           |                                              |                                              | James I duca di Kildare *1744 † 1773      |                                          |                                         |
|                                           |                                           |                                          |                                           |                                              |                                              |                                           |                                          |                                         |
|                                           |                                           |                                          |                                           |                                              |                                              |                                           |                                          |                                         |
|                                           |                                           |                                          |                                           |                                              |                                              | William II duca di Kildare *1773 † 1804   |                                          |                                         |
|                                           |                                           |                                          |                                           |                                              |                                              |                                           |                                          |                                         |
|                                           |                                           |                                          |                                           |                                              |                                              |                                           |                                          |                                         |
|                                           |                                           |                                          |                                           |                                              |                                              | Augustus III duca di Kildare *1804 † 1874 |                                          |                                         |
|                                           |                                           |                                          |                                           |                                              |                                              |                                           |                                          |                                         |
|                                           |                                           |                                          |                                           |                                              |                                              |                                           |                                          |                                         |
|                                           |                                           |                                          |                                           |                                              |                                              | Charles IV duca di Kildare *1874 † 1887   |                                          |                                         |
|                                           |                                           |                                          |                                           |                                              |                                              |                                           |                                          |                                         |
|                                           |                                           |                                          |                                           |                                              |                                              |                                           |                                          |                                         |
|                                           |                                           |                                          |                                           |                                              |                                              | Gerald V duca di Kildare *1887 † 1893     |                                          |                                         |
|                                           |                                           |                                          |                                           |                                              |                                              |                                           |                                          |                                         |
|                                           |                                           |                                          |                                           |                                              |                                              |                                           |                                          |                                         |
|                                           |                                           |                                          |                                           |                                              | Maurice VI duca di Kildare *1893 † 1922      | Maurice VI duca di Kildare *1893 † 1922   | Edward VII duca di Kildare *1922 † 1976  | Edward VII duca di Kildare *1922 † 1976 |
|                                           |                                           |                                          |                                           |                                              |                                              |                                           |                                          |                                         |
|                                           |                                           |                                          |                                           |                                              |                                              |                                           |                                          |                                         |
|                                           |                                           |                                          |                                           |                                              |                                              |                                           | Gerald VIII duca di Kildare *1974 † 2004 |                                         |
|                                           |                                           |                                          |                                           |                                              |                                              |                                           |                                          |                                         |
|                                           |                                           |                                          |                                           |                                              |                                              |                                           |                                          |                                         |
|                                           |                                           |                                          |                                           |                                              |                                              |                                           | Maurice IX duca di Kildare *2004         |                                         |